# Mulheres da Roma Antiga

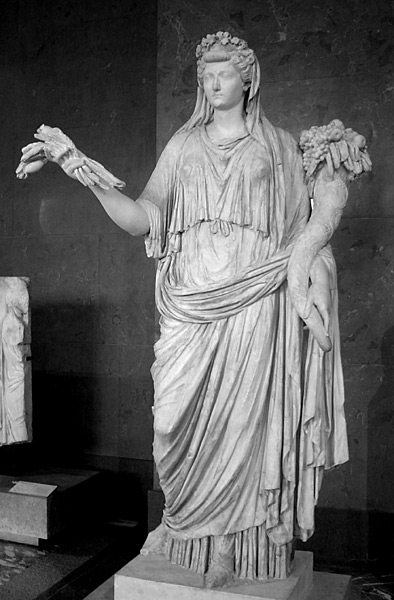
Lívia Drusa, a primeira imperatriz de Roma, é representada na estátua como sendo a Ops, a deusa da fertilidade e da terra.

As Mulheres da antiga Roma estavam divididas em várias classes sociais, assim como os homens. Uma mulher romana de nascimento, filha de pais romanos, era considerada uma cidadã romana (civis). Embora não exercessem cargos políticos, devido aos costumes romanos, mulheres ricas ou nascidas em famílias influentes podiam participar da vida política, através do patrocínio de seus candidatos favoritos, como fez Fúlvia ao usar a imensa fortuna para patrocinar agitadores políticos. Outra participação possível seria através da propaganda, usando o prestígio de sua família para conseguir votos para seus candidatos. Do ponto de vista religioso, elas tinham acesso a diversos cargos e sacerdócios religiosos, como o sacerdócio das virgens vestais, que possuíam influência religiosa e política, dispondo, assim, de mais direitos e liberdades que outras mulheres da antiguidade.
Ao se falar sobre a história das mulheres da Roma Antiga, é importante levar em consideração um período de tempo extremamente abrangente, desde a época da fundação da Roma antiga até a queda do império romano. Ao longo desse período, o papel e a função exercida pelas mulheres, assim como pelos homens, em determinados aspectos, podem ter variado. Muitas mulheres da Roma antiga entraram para a história, podendo citar-se, entre elas, Lívia, Cornélia, Sulpicia, Tanaquil, Veturia, Messalina e Teodora de Constantinopla.

## Infância e educação
A infância e a educação na Roma antiga dependiam do status e da riqueza da família. As crianças romanas jogavam uma série de jogos e brinquedos, conhecidos através de fontes arqueológicas e literárias. Algumas crianças mantinham animais como bichos de estimação.
As meninas e os meninos romanos podiam receber uma educação primária, serem alfabetizadas e estudavam nos mesmos livros. Essa educação poderia ser pública ou particular, através de tutores, que geralmente eram um escravo ou um liberto letrado de origem grega. Assim que essa educação primária se encerrava, as meninas então passavam a se dedicar ao estudo e à prática de outras atividades, como a fiação de lã e a tecelagem, atividades essas vistas com muito respeito pelas mulheres e como um indicativo de status social de suas famílias. As mulheres também aprendiam outras áreas ligadas à manutenção de seu lar.

## Mulher na família e na lei romana

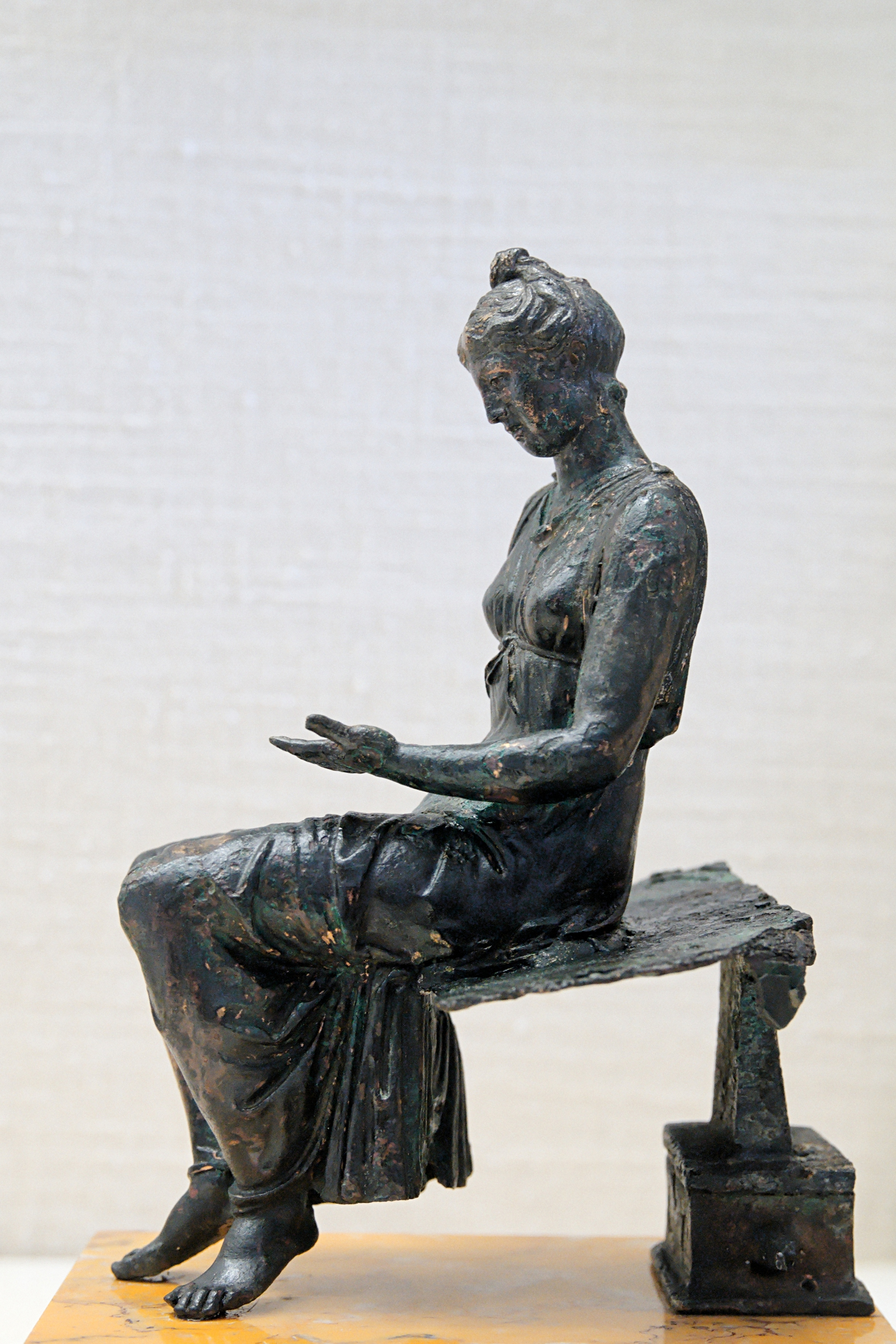
Estatueta em estilo helenístico da Roma Antiga, representando uma garota lendo

Tanto a filha, como o filho, estavam sujeitos ao patria potestas, que era o poder exercido por seu pai enquanto chefe de família. No início do Império, a posição social de uma filha não diferia muito da posição de um filho. Se o pai morria sem estipular um testamento, as Leis Romanas garantiam o direito das filhas de receber a herança como os filhos, embora a legislação do século II a.C. tenha tentado limitar um pouco, possivelmente para preservar o patrimônio da família. Mesmo do ponto de vista afetivo, as filhas parecem ter desfrutado de tanta consideração por seus pais quanto os filhos, embora fosse esperado que os filhos garantissem a posição da família na vida pública.

## Casamento
O Pater familias tinha o dever de encontrar um bom marido para sua filha. Para o casamento ocorrer era necessário que ambos tivessem idade para consentir na união, a idade mínima para uma mulher se casar na Roma Antiga era de 12 anos, porém as moças de famílias ricas e influentes casavam geralmente um pouco mais tarde, por volta dos 14 anos. No período mais antigo de Roma não havia uma cerimônia de casamento, e a união dependia apenas do consentimento mútuo entre ambos. As cerimônias foram criadas para assegurar que a união entre um casal era válida e reconhecida pela sociedade romana. Durante o início da República romana, através do casamento (cum manus) a mulher passava do poder e da proteção de seu pai para o poder e proteção de seu marido, porém em menor grau que seus filhos. A partir do século I a.C, o casamento cum manus deu espaço ao casamento Sine in Manus no qual o marido não possuía nenhum poder sobre a sua mulher, e não havia nenhuma mudança significativa de status para ela.
Logo após a cerimônia de casamento ocorrer, a esposa ia para a casa do marido. Ao chegar a casa, seu marido lhe perguntava o nome. Não se podia dizer seus nomes verdadeiros no dia do casamento: a noiva respondia se chamar Caia e o noivo Caius, assim a esposa respondia em seguida "se você é Caius eu sou Caia", o que significava "se tu és senhor eu sou senhora", ou "se tu és dono eu sou dona". Em seguida, a noiva amarrava um pouco de lã na porta e untava com gordura para afastar da sua nova casa os malefícios e as feiticeiras. Em seguida lhe era entregue uma argola de chaves, para significar que ela agora tinha o governo sobre a casa. Logo em seguida o noivo dava à noiva e à sua comitiva uma ceia, na qual participavam tocadores de flauta, e os noivos invocavam Talassio, da mesma maneira que os gregos invocavam Himeneu, em memória a um homem chamado Talassio que no passado havia vivido muitos anos felizes ao lado de sua esposa Sabina, ou talvez por causa da palavra grega Talassia que significava trabalho com lã. Um grupo de jovens cantavam versos obscenos e lascivos durante a noite, esses versos eram chamados fascenninus, pois acreditavam desviar qualquer feitiço lançado contra os noivos. Ao término da ceia as madrinhas da noiva, chamadas pronubaes, conduziam a noiva para um quarto, e a colocavam na cama que tinha o nome de leito genialis, por ser consagrada ao espírito protetor do marido, o Genius. Antes de findar a noite, nozes eram lançadas aos moços e as moças que haviam acompanhado o cortejo nupcial, e eles cantavam epitalâmios, enquanto o marido fechava a porta do seu quarto para que o casal tivesse a sua primeira noite de amor.
Os tipos de cerimônias de casamento
A cerimônia de casamento podia ser realizada de três maneiras:
Confarreatio, era a cerimônia mais solene, eram realizadas fórmulas especificas na presença de 10 testemunhas e do Pontífice Máximo. Devido a sua característica religiosa e sagrada, era praticamente indissolúvel; era através dele que os flâmines se casavam com suas esposas e, originalmente, só podiam se casar através do confarreatio os patrícios. 
O casamento comptio era a forma em que se casavam os clientes e os plebeus. Através desta cerimônia, era simulada de maneira simbólica a compra da esposa pelo marido, que era feita diante de 5 testemunhas, mediante o pagamento de uma quantia também meramente simbólica para a família da esposa. Isso ocorria, provavelmente, para preservar a honra da mulher, garantindo que o casamento era legítimo, aos olhos da sua família e da comunidade, não incorrendo, assim, em nenhuma pena ou infâmia sobre o casal.
O usus, terceira forma de casamento, era a mais sucinta de todas. Também era praticada pelos clientes e pelos plebeus e consistia na mulher ir morar na casa do homem que ela amava por um ano seguido e ininterrupto. Nessa forma de casamento, se a mulher se ausentasse da casa do seu homem por mais de três noites (trinoctio), o casamento não estava configurado, e a mulher era considerada solteira legalmente, o que possibilitava que algumas mulheres tivessem uma emancipação perpétua de seu marido Nessa modalidade de casamento, o que a diferenciava do concubinato era o status social da mulher que ia morar na casa do seu homem, pois se ela fosse do mesmo status social, era considerado casamento, mas se ela fosse uma serva ou uma liberta, era considerado concubinato.
Independente da forma de casamento, inscrições antigas presentes nas tumbas de respeitáveis famílias romanas afirmam que um casamento ideal era aquele em que havia lealdade mutua entre o homem e a mulher.

## Divórcio
Segundo Dionísio de Halicarnasso o primeiro divórcio ocorreu no ano de 230 a.C, quando um homem distinto se divorciou de sua esposa por motivos de ela ser infértil, embora a data e o caso em si pareçam ser inverossímeis para muitos pesquisadores modernos. O divórcio, com o passar do tempo, se tornou relativamente comum e ocorriam frequentemente entre a elite política por motivos econômicos ou políticos. O divórcio podia até ser alvo de fofocas, mas não de vergonha social.[carece de fontes?]
Se o divórcio era sem culpa da mulher, o dote que ela havia levado para o casamento era restituído por inteiro para a mulher, porém os filhos ficavam com o pai. Isso ocorria para proteger a mulher e permitir que ela pudesse reconstruir sua vida após o divórcio, até mesmo contraindo um novo matrimônio. No tempo dos imperadores, se procurou colocar um freio nesse hábito de divórcios por conveniência e o determino de certos delitos que poderiam levar ao divórcio.

## Mulheres na política e na Religião
Na política
As mulheres romanas geralmente não exerciam a política diretamente, talvez porque a política na antiguidade era uma atividade extremamente perigosa, e estava fortemente ligada ao exercício militar. Contudo ao contrário da crença popular, elas não eram completamente afastadas da vida política e muitas delas tiveram papéis importantes. Sabe-se, atualmente, que mulheres ricas, geralmente matronas, patrocinavam os candidatos que achavam mais adequados. Fúlvia, ao se tornar uma das pessoas mais ricas de sua época, como a herdeira da fortuna dos Gracos, passou a patrocinar agitadores políticos, com os quais ela também se casaria em seguida. Algumas mulheres até mesmo faziam propaganda política tentando usar a influência da família para conseguir votos, como é atestado em inscrições marginais encontradas na cidade de Pompéia e Herculano.
Na religião
Dos cargos ou ocupações públicas que as mulheres romanas exerciam mais frequentemente, a religião foi uma das áreas que mais oferecia oportunidades. O sacerdócio das vestais era um dos sacerdócios mais importantes da Roma Antiga e ele era exercido por um grupo de mulheres virgens que tinham como dever manter acesa a chama do templo da deusa Vesta, participar de uma série de rituais públicos na Roma Antiga e também eram responsáveis por fabricar a salsa mola usada em rituais. Estas sacerdotisas recebiam um salário pago pelo governo. As virgens vestais eram escolhidas ainda crianças, na idade de aproximadamente seis anos, e deveriam exercer um sacerdócio que duraria 30 anos. Nos primeiros dez anos, elas aprendiam a ser uma vestal, nos dez anos seguintes, exerciam o sacerdócio e nos últimos dez, ensinavam as novas sacerdotisas. Depois disso, a sacerdotisa vestal podia se aposentar, mas muitas preferiam continuar atuando como vestais devido ao alto grau de respeito e benefícios que esta dispunham.
Além das virgens vestais, haviam outros sacerdócios e cargos religiosos que as mulheres poderiam exercer. O sacerdócio de Flâmines, era composto por um casal um homem e uma mulher, casados através o casamento confarreatio. Além delas também haviam sacerdotisas dedicadas a outros deuses e deusas como sacerdotisas de Isis na cidade de Pompéia, e sacerdotisas cerealis dedicadas a deusa Ceres, entre outras.

## Vestimenta e maquiagem feminina
Toga

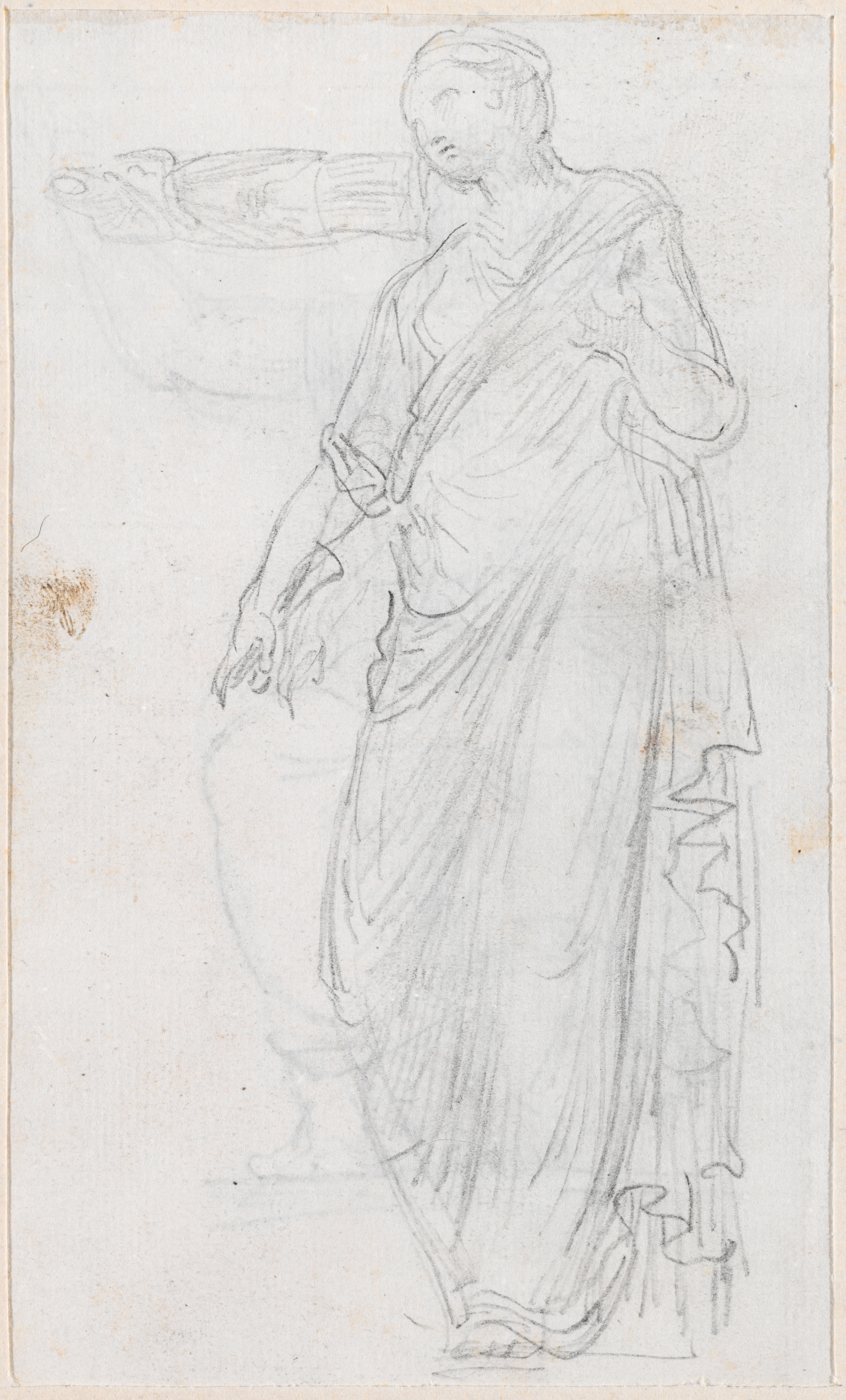

Em tempos remotos, a toga era a vestimenta comum a todos os romanos que apareciam em público, tanto os homens, quanto as mulheres. Contudo, com o passar do tempo, as Matronas optaram por utilizar uma vestimenta diferente da dos homens, a chamada stola. As meretrizes, no entanto, continuaram a utilizar a toga. As roupas femininas das classes mais baixas e das escravas eram mais curtas do que as das mulheres de classes sociais mais elevadas.
Túnica
Por baixo da toga se vestia uma túnica de lã branca, porém mais estreita e mais curta do que a toga, tocando quase na batata da perna. Era costume entre as mulheres romanas, porém, utilizarem duas túnicas ao invés de uma. A exterior se chamava propriamente túnica e a interior, extra, era chamada indusium e elas eram utilizadas frequentemente quando iam aos banhos públicos.